# Stefani Jiménez
Stefani Hetzabel Jiménez Plascencia  (Colima, Colima, México, 20 de junio de 1994), conocida como Stefani Jiménez, es una futbolista mexicana. Juega como portera en Club de Fútbol Pachuca Femenil de la Primera División Femenil de México.

## Clubes
| Club                              | País   | Año       |
| --------------------------------- | ------ | --------- |
| Tigres UANL                       | México | 2019      |
| Fútbol Club Juárez                | México | 2020      |
| Club Atlético de San Luis Femenil | México | 2021-2022 |
| Fútbol Club Juárez                | México | 2022-2023 |
| Club de Fútbol Pachuca            | México | 2023      |
| Club Tijuana                      | México | 2025      |